# Sabráta
Sabráta je město v severozápadní Libyi, rozkládá se na pobřeží Středozemního moře asi 70 km na západ od hlavního města Tripolisu. Žije zde asi 100 tisíc lidí. V roce 1982 bylo zdejší archeologické naleziště z období antiky zapsáno na Seznam světového dědictví.

## Starověké město
Starověká Sabráta prosperovala díky námořnímu obchodu se zvířaty a slonovinou z afrického vnitrozemí. Nejvýraznější antickou památkou je divadlo, jehož výstavba byla zahájena na konci 2. století. Po zhruba 200 letech jej však zničilo zemětřesení. Současnou podobu získalo díky rekonstrukci, kterou ve 20. letech 20. století provedli italští archeologové.
Celkový úpadek města nastal ve 4. století.

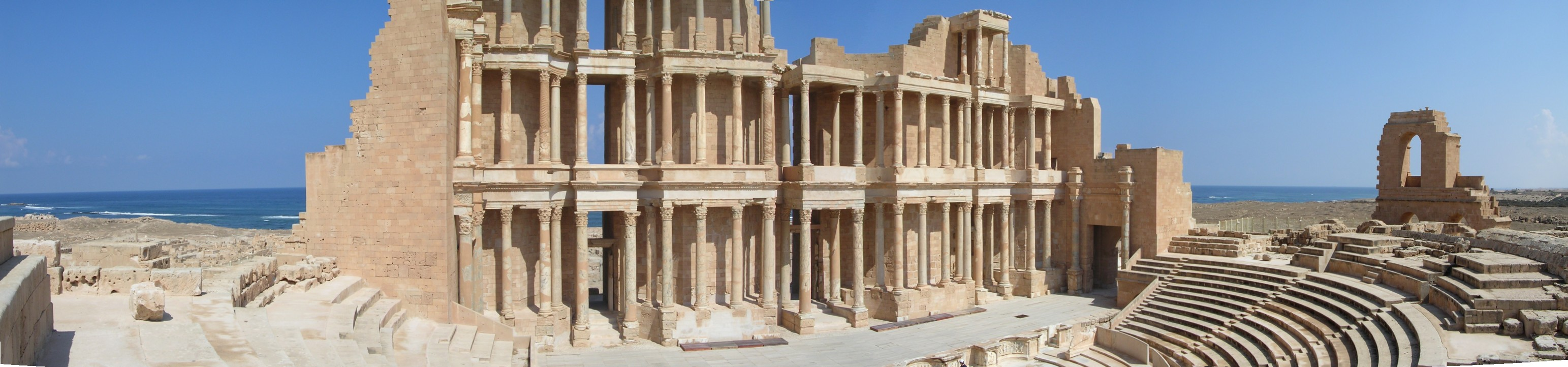
Panoramatický pohled na divadlo